# Kalininsko-Solnzewskaja-Linie
Die Kalininsko-Solnzewskaja-Linie (russisch Калининско-Солнцевская линия), auch „Linie 8“ oder „die Gelbe Linie“ genannt, ist eine der zwölf Linien der Moskauer Metro. Sie besteht aus zwei noch nicht verbundenen Strecken, der älteren Kalininskaja-Linie (Linie 8) im Osten und der neueren Solnzewskaja-Linie (Linie 8A) im Westen.

## Stationen

### Solnzewskaja-Linie (Linie8A)
- Flughafen Wnukowo (Аэропорт Внуково)
- Pychtino (Пыхтино)
- Rasskasowka (Рассказовка)
- Nowoperedelkino (Новопеределкино)
- Borowskoje schosse (Боровское шоссе)
- Solnzewo (Солнцево)
- Goworowo (Говорово)
- Osjornaja (Озёрная)
- Mitschurinski prospekt (Мичуринский проспект)
- Ramenki (Раменки)
- Lomonossowski prospekt (Ломоносовский проспект)
- Minskaja (Минская)
- Park Pobedy (Парк Победыⓘ/?), Umsteigemöglichkeit zur Linie 3
- Delowoi Zentr (Деловой центрⓘ/?), Umsteigemöglichkeit zur Stationen Wystawotschnaja der Linie 4 und Delowoi Zentr der Linie 11

Weiterführung mit den Stationen Dorogomilowskaja, Pljuschtschicha und Wolchonka und Anschluss zur Station Tretjakowskaja der bestehenden Kalininskaja-Linie war zunächst bis spätestens 2020 geplant; mit Stand 2019 soll erst nach 2023 über den Bau entschieden werden

### Kalininskaja-Linie (Linie8)
- Tretjakowskaja (Третьяковскаяⓘ/?), Umsteigemöglichkeit zur gleichnamigen Station der Linie 6 sowie zur Station Nowokusnezkaja der Linie 2
- Marxistskaja (Марксистскаяⓘ/?), Umsteigemöglichkeit zur Station Taganskaja der Ringlinie und der gleichnamigen Station der Linie 7
- Ploschtschad Iljitscha (Площадь Ильичаⓘ/?), Umsteigemöglichkeit zur Station Rimskaja der Linie 10
- Awiamotornaja (Авиамоторнаяⓘ/?)
- Schosse Entusiastow (Шоссе Энтузиастовⓘ/?), Umsteigemöglichkeit zum gleichnamigen Haltepunkt des Moskauer Zentralrings (Linie 14)
- Perowo (Перовоⓘ/?)
- Nowogirejewo (Новогиреевоⓘ/?)
- Nowokossino (Новокосино)

## Depot und Fahrzeuge
Die Linie hat ein eigenes Depot für ihre Fahrzeuge, nämlich das zur Inbetriebnahme der Linie 1979 eröffnete Depot Nowogirejewo. Dessen Fuhrpark besteht aus Acht-Wagen-Garnituren des Standard-Typs 81-717/714 (diese Baureihe wurde auf der Linie seit ihrer Eröffnung eingesetzt) sowie – seit 2012 – des neu entwickelten Typs 81-760/761. Zwischen den zwei Stationen des westlichen Teilstücks, das gegenwärtig keine direkte Verbindung zum östlichen Teilstück besitzt, pendelte bis zur Eröffnung dreier weiterer Stationen 2017 eine Drei-Wagen-Garnitur des Typs 81-740/741 Russitsch des Depots Ismailowo der Arbatsko-Pokrowskaja-Linie. Inzwischen werden auf der Solnzewskaja-Linie Fahrzeuge des Typs 81-765/766/767 Moskau eingesetzt.

## Geschichte

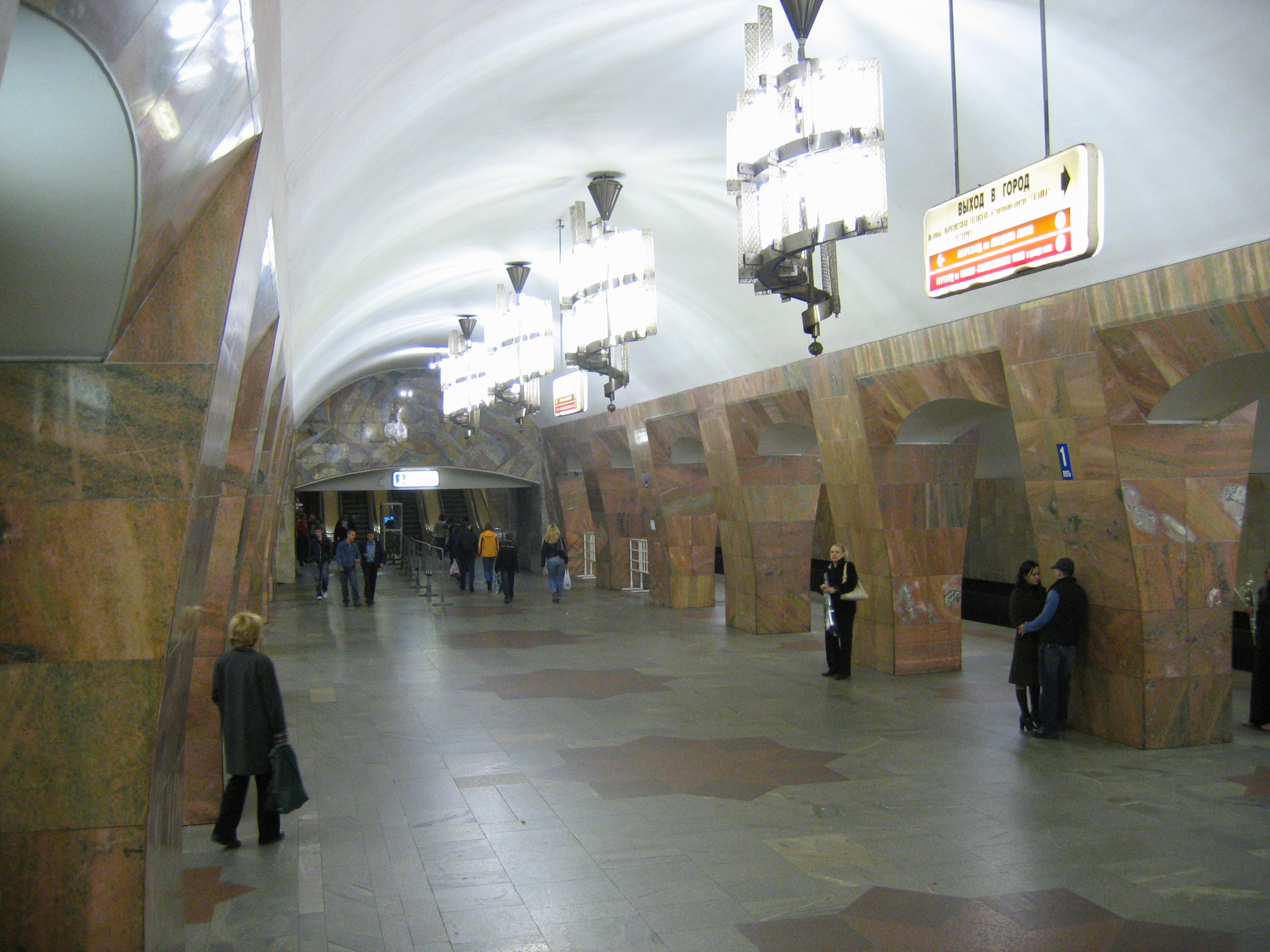
Die Station Marxistskaja

### Kalininskaja-Linie
Die Kalininskaja-Linie wurde in den 1970er Jahren gebaut und war eines der Moskauer Bauprojekte, die im Vorfeld der Olympischen Spiele 1980 in der damals sowjetischen Hauptstadt vorangetrieben wurden. Die Inbetriebnahme des ersten Bauabschnitts erfolgte einige Monate vor den Spielen, am 30. Dezember 1979; dies war die 11,4 km lange Strecke von Marxistskaja bis Nowogirejewo samt Depot.
Am 17. Februar 1982 kam es in der Station Awiamotornaja zu einem Unfall mit einer Rolltreppe, bei dem nach offiziellen Angaben acht Menschen starben.
Am 25. Januar 1986 folgte die Verlängerung um 1,7 km nach Westen hin bis Tretjakowskaja, wo ein neuer Drei-Stationen-Umsteigeknoten geschaffen wurde. Eine Verlängerung in östlicher Richtung bis an die Moskauer Stadtgrenze erfolgte mit der Eröffnung der Station Nowokossino am 30. August 2012. Ein Teil der Ausgänge dieser Station liegt bereits auf dem Territorium der an Moskau angrenzenden Stadt Reutow in der Oblast Moskau.

### Solnzewskaja-Linie
Am 31. Januar 2014 wurde im Westen ein 3,4 km langer isolierter Streckenabschnitt eröffnet, der die Station Delowoi Zentr (Umstieg zur Station Wystawotschnaja der Filjowskaja-Linie/Linie 4) im Geschäftsviertel Moskau City mit der am Kutusow-Prospekt gelegenen Park Pobedy der Arbatsko-Pokrowskaja-Linie (Linie 3) verbindet. Baubeginn war 2011. Dieser Abschnitt wurde ab 2013 zunächst von Park Pobedy in südwestlicher Richtung um drei Stationen auf 7,3 km verlängert: Der Betrieb bis Ramenki wurde am 16. März 2017 aufgenommen.
Die Strecke wurde im August 2018 in südwestlicher Richtung um weitere sieben Stationen (Mitschurinski Prospekt, Otschakowo, Terjoschkino, Solnzewo, Borowskoje Schosse, Nowoperedelkino und Rasskasowka) verlängert. Eine weitere Verlängerung bis zum Flughafen Wnukowo erfolgte am 6. September 2023.

## Ausbauplanungen
Der Lückenschluss der beiden Streckenteile im historischen Stadtkern Moskaus zwischen Delowoi Zentr und Tretjakowskaja mit den Stationen Dorogomilowskaja (mit Übergang zu einer zu bauenden Station Rossijskaja an der Kolzewaja-Linie/Linie 5 in fernerer Zukunft), Pljuschtschicha (Übergang zur Station Smolenskaja der Arbatsko-Pokrowskaja-Linie/Linie 3) und Wolchonka (Übergang zur Station Kropotkinskaja der Sokolnitscheskaja-Linie/Linie 1) war für frühestens 2020 geplant.
In der Planungsphase des Abschnittes nach Nowokossino gab es Überlegungen einer weiteren Verlängerung der Strecke in südöstlicher Richtung um vier Stationen bis in das neue Wohngebiet Koschuchowo. Diese wurden jedoch 2011 verworfen; stattdessen soll zwischen 2012 und Ende 2016 eine neue, weiter südlich verlaufende Koschuchowskaja-Linie mit acht Stationen erbaut werden, ausgehend von der Station Awiamotornaja der Kalininskaja-Linie und mit Verbindung zur noch zu errichtenden (geplant 2013) Station Lermontowski Prospekt der verlängerten Tagansko-Krasnopresnenskaja-Linie.